# Savassifestival
O Savassi festival é um festival  anual de jazz e de música instrumental realizado em Belo Horizonte, na Savassi desde 2003 em espaço público, com Shows de bandas nacionais e internancionais. A franquia é gratuita.

## Projetos paralelos
Planejamento do Savassi Festival
- Seminário de apresentação e desenvolvimento do planejamento e gestão do Savassi Festival. Destinado a estudantes e profissionais de gestão de projetos em cultura.

Novos Talentos do Jazz
- Programa de bolsas para talentos que não têm capacidade econômica de investir no seu desenvolvimento.

Jazzy
- Concurso de DJs. Amplia o leque estético do festival ao abrir oportunidade de participação.

Savassi Mov
- Seminário, concurso de vídeo e instalação. Expande as fronteiras criativas do festival.

Jazz Clube
- Shows de jazz em bares e cafés. Amplia a oferta musical e fortalece a cena jazzística local.

Savassi Fringe
- Shows realizados nas ruas da região nos dias que antecedem o festival, sem o formato de festival. Busca integrar o jazz ao cotidiano da população.

Workshop do Jazz
- Ação de fomento profissional e intecâmbio. Voltada para professores e alunos de música.

Fotografe o Jazz
- Concurso de fotografia e exposição com os vencedores. Engaja criativamente o público do festival a documentar as suas atividades.